# Hypnum patulum
Hypnum patulum är en bladmossart som beskrevs av C. Müller 1847. Hypnum patulum ingår i släktet flätmossor, och familjen Hypnaceae. Inga underarter finns listade i Catalogue of Life.